# Armand Toupet
Pour les articles homonymes, voir Toupet (homonymie).
Armand Toupet, né le 2 mai 1919 à Bourges et mort le 9 novembre 2006 à Bourges, est un écrivain français.

## Biographie
Il a dès son plus jeune âge la passion de l’écriture.
Lors de la Seconde Guerre mondiale, il est fait prisonnier. En 1945, il se trouve au milieu de la Bataille de Berlin et assiste à la chute de l'Allemagne nazie. À son retour en France, il écrit son premier livre, Marouska. Plus de cinquante romans suivront formant une œuvre très diversifiée, depuis le récit de guerre jusqu'au roman humoristique, en passant par des romans policiers et de nombreux livres pour la jeunesse.
Il fut également percepteur de la commune d'Henrichemont.

## Prix littéraires
- Livres pour adultes

Marouska
Prix international Camille Engelmann
La Chieuve
Prix littéraire des vins de Sancerre
Le Baron de Saint-Fiacre, Croucougnousse et les Ploucs
Grand Prix de l'humour français
- Livres pour enfants

La Vengeance du Chat
Prix Ruralivres 2000 du Pas-de-Calais
Berlin, les Enfants et la Guerre
Prix du Roman Historique de la Vienne 1994
L'Enfant à l'étoile jaune
Prix du Roman Historique de la Vienne 1994
Lauréat du livre de l'été de Metz 1995
Grand Prix des jeunes lecteurs de la PEEP 1995
En 2005, ce livre a été adopté par les éditions Edélios pour ses études pédagogiques